# Difracție Fresnel
În optică și în electromagnetism, difracția Fresnel este un caz particular de difracție cu planul de observare situat la distanțe mici în comparație cu dimensiunile orificiului prin care trece unda.
Pentru studiul acestui fenomen se aplică Principiul Huygens–Fresnel.

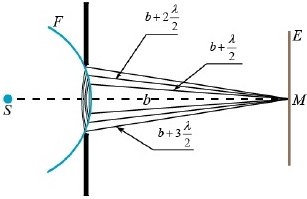
Studiul difracţiei pe un orificiu circular mic

## Difracția pe un orificiu circular mic
Se consideră o undă sferică emisă de sursa punctiformă S și care întâlnește un obstacol de formă circulară practicat într-un paravan opac.
Tabloul de difracție se va observa pe un ecran E cu centrul în punctul M situat pe dreapta ce unește punctul S cu centrul orificiului.
Ecranul E este paralel cu planul orificiului și se află la distanța b de acesta.
Se divide partea deschisă a frontului de undă F în zone Fresnel.
În punctul M, amplitudinea undei rezultante este:
{\displaystyle E=E_{1}-E_{2}+E_{3}-E_{4}\pm \cdots \pm E_{m}\pm \cdots }     (1)
unde   {\displaystyle E_{1},E_{2},\cdots ,E_{m},\cdots }   sunt amplitudinile oscilațiilor punctului M provocate de undele sosite de la zonele cu numerele {\displaystyle 1,2,\cdots ,m.}
Deoarece lungimea de undă a luminii este de ordinul micrometrilor, numărul de zonă de pe frontul de undă este de ordinul 106
Deci se poate considera că amplitudinea Em a oscilației generate de acțiunea zonei m este egală cu valoarea medie a aplitudinilor Em-1, Em+1 ale oscilațiilor generate de zonele învecinate:
{\displaystyle E_{m}={\frac {E_{m-1}+E_{m+1}}{2}}.}     (2)
Amplitudinea undei luminoase rezultante în punctul de observație M este:
{\displaystyle E={\frac {E_{1}}{2}}+\left({\frac {E_{1}}{2}}-E_{2}+{\frac {E_{3}}{2}}\right)+\left({\frac {E_{3}}{2}}-E_{4}+{\frac {E_{5}}{2}}\right)+\cdots \pm {\frac {E_{m}}{2}}={\frac {E_{1}}{2}}\pm {\frac {E_{m}}{2}}.}     (3)